# グローブ・ストリート駅 (パストレイン)
グローブ・ストリート駅（Grove Street）はニュージャージー州ジャージーシティのグローブ・ストリート、ニューアーク・アベニューおよびレイルロード・アベニューの合流点にあるパストレインの駅である。 1910年9月6日にグローブ-ヘンダーソン・ストリーツ駅（Grove-Henderson Streets）として開業し、ジャージーシティの繁華街中心部にある。ニューアーク-ワールド・トレード・センター線とジャーナル・スクエア-33丁目線が停車する。

## 駅構造
| G                  | 地上階                     | エントランス/出口 |
| M                  | メザニン                   | 改札、駅員詰所 |
| P プラットホーム階 | 西行線                     | ← NWK–WTC ニューアーク駅行 （ジャーナル・スクエア駅） ← JSQ–33 ジャーナル・スクエア駅行 （終点） ← JSQ–33 (via HOB) ジャーナル・スクエア駅行 （終点）                   |
| P プラットホーム階 | 島式ホーム、左側ドアが開く | |
| P プラットホーム階 | 東行線                     | → NWK–WTC ワールド・トレード・センター駅行 （エクスチェンジ・プレイス駅） → → JSQ–33 33丁目駅行 （ニューポート駅） → → JSQ–33 (via HOB) 33丁目駅行 （ニューポート駅） → |

| メイン・ストリートに面した東側エントランス |  | グローブ・ストリートに面した西側エントランス |
| メイン・ストリートに面した東側エントランス |  | グローブ・ストリートに面した西側エントランス |